# Källö

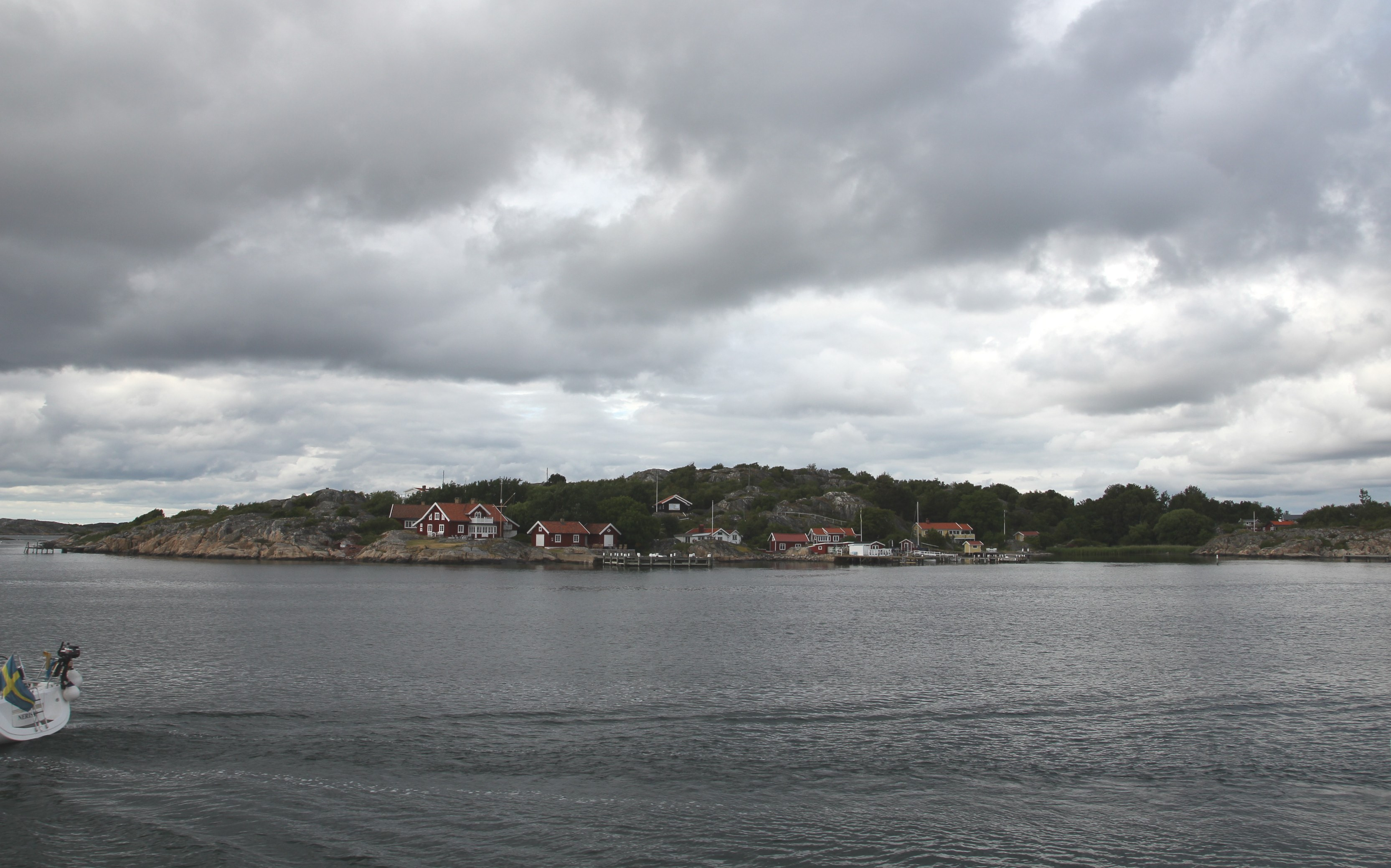
Källö

Inte att förväxla med Källö-Knippla i Göteborgs norra skärgård.
Källö, officiellt Stora Källö är en ö i Göteborgs södra skärgård. Det har funnits fast befolkning på ön och de levde på fiske och jordbruk. Brännö har använt ön för fårbete. De äldsta husen på ön är från 1700-talet.
Namnet Källö kommer från den jättegryta som finns på ön.
Göteborgs motorbåtsförening fick arrendera en del av Källö 1932. Senare samma år köpte föreningen en del av marken och byggde brygga, dansbana och kiosk. Medlemmar har sedan köpt mark och byggt sommarstugor. Idag finns ett 30-tal sommarstugor på ön.  
Strax väster om ön ligger den privatägda Lilla Källö där det idag ligger två sommarstugor.

## Gator
- Källö Bryggväg (2013)
- Källö Byväg (2013)
- Källöstigen (2013)